# Sui gia hay xui gia
Sui gia hay xui gia là một bộ phim truyền hình được thực hiện bởi Điền Quân Media & Entertainment do Nhật Trung làm đạo diễn. Phim phát sóng vào lúc 19h55 từ thứ 2 đến thứ 5 hàng tuần bắt đầu từ ngày 14 tháng 3 năm 2022 và kết thúc vào ngày 5 tháng 5 năm 2022 trên kênh HTV7.

## Nội dung
Sui gia hay xui gia lấy đề tài về tình yêu và gia đình đặt trong bối cảnh cuộc sống bị tác động bởi dịch COVID-19. Từ đó, phim cũng phản ánh đời sống trong giai đoạn phải đối mặt với dịch bệnh căng thẳng, buộc mỗi người phải thích nghi. Nếp nhà của ông Bảnh (NSND Thanh Nam) rèn cho con cháu sống với những trật tự, quy tắc riêng.

## Diễn viên
- NSND Thanh Nam trong vai Ông Bảnh
- Đào Anh Tuấn trong vai Ông Sang
- Phước Sang trong vai Ông Bảo
- Bích Hằng trong vai Bà Diễm
- Long Đẹp Trai trong vai Chí Khải
- Anh Tài trong vai Minh[4][5]
- Thúy Diễm trong vai Thanh[6][7]
- Gin Tuấn Kiệt trong vai Hoàng Tú
- PT Ngọc Diệp trong vai My

Cùng một số diễn viên khác....

## Ca khúc trong phim
Bài hát trong phim là ca khúc "Sui gia hay xui gia" do GIK sáng tác và thể hiện.

## Giải thưởng
| Năm  | Giải thưởng   | Hạng mục                                      | (Người) đề cử | Kết quả   | Tham khảo |
| ---- | ------------- | --------------------------------------------- | ------------- | --------- | --------- |
| 2022 | Ngôi Sao Xanh | Nam diễn viên truyền hình được yêu thích nhất | Gin Tuấn Kiệt | Đoạt giải | [ 8 ]     |
| 2022 | Ngôi Sao Xanh | Phim truyền hình xuất sắc nhất                | —             | Đề cử     | [ 9 ]     |
| 2022 | Ngôi Sao Xanh | Đạo diễn xuất sắc nhất                        | Nhật Trung    | Đề cử     | [ 9 ]     |
| 2022 | Ngôi Sao Xanh | Nam diễn viên truyền hình xuất sắc nhất       | Phước Sang    | Đề cử     | [ 9 ]     |
| 2022 | Ngôi Sao Xanh | Nam diễn viên truyền hình xuất sắc nhất       | Long Đẹp Trai | Đề cử     | [ 9 ]     |
| 2022 | Ngôi Sao Xanh | Gương mặt truyền hình triển vọng              | PT Ngọc Diệp  | Đề cử     | [ 9 ]     |